# Akhaltsikhe (municipalité)
La municipalité d'Akhaltsikhe (en géorgien : ახალციხის მუნიციპალიტეტი) est un district de la région de Samtskhé-Djavakhétie en Géorgie, dont la ville principale est Akhaltsikhe. En 2021, elle comptait 39 463 habitants.

## Division administrative
La municipalité d'Akhaltsikhe est divisée administrativement en deux villes (Akhaltsikhe et Vale) et 14 communes (თემი, temi) avec 46 villages (სოფელი, sopeli).
La ville d'Akhaltsikhe a été séparée de la municipalité en 2014 et était une ville dite « autonome » (ou kalaki). Cette réforme administrative, jugée inefficace et trop coûteuse, a été annulée en 2017. Depuis lors, la ville d'Akhaltsikhe fait partie de la municipalité générale.

## Politique
| Parti                         | Parti                  | 2017 | 2021 | Assemblée municipale actuelle | Assemblée municipale actuelle | Assemblée municipale actuelle | Assemblée municipale actuelle | Assemblée municipale actuelle | Assemblée municipale actuelle | Assemblée municipale actuelle | Assemblée municipale actuelle | Assemblée municipale actuelle | Assemblée municipale actuelle | Assemblée municipale actuelle | Assemblée municipale actuelle | Assemblée municipale actuelle | Assemblée municipale actuelle | Assemblée municipale actuelle | Assemblée municipale actuelle | Assemblée municipale actuelle | Assemblée municipale actuelle | Assemblée municipale actuelle | Assemblée municipale actuelle | Assemblée municipale actuelle | Assemblée municipale actuelle | Assemblée municipale actuelle | Assemblée municipale actuelle | Assemblée municipale actuelle | Assemblée municipale actuelle | Assemblée municipale actuelle | Assemblée municipale actuelle | Assemblée municipale actuelle | Assemblée municipale actuelle | Assemblée municipale actuelle | Assemblée municipale actuelle | Assemblée municipale actuelle | Assemblée municipale actuelle | Assemblée municipale actuelle | Assemblée municipale actuelle | Assemblée municipale actuelle | Assemblée municipale actuelle | Assemblée municipale actuelle | Assemblée municipale actuelle | Assemblée municipale actuelle | Assemblée municipale actuelle | Assemblée municipale actuelle | Assemblée municipale actuelle |
| ----------------------------- | ---------------------- | ---- | ---- | ----------------------------- | ----------------------------- | ----------------------------- | ----------------------------- | ----------------------------- | ----------------------------- | ----------------------------- | ----------------------------- | ----------------------------- | ----------------------------- | ----------------------------- | ----------------------------- | ----------------------------- | ----------------------------- | ----------------------------- | ----------------------------- | ----------------------------- | ----------------------------- | ----------------------------- | ----------------------------- | ----------------------------- | ----------------------------- | ----------------------------- | ----------------------------- | ----------------------------- | ----------------------------- | ----------------------------- | ----------------------------- | ----------------------------- | ----------------------------- | ----------------------------- | ----------------------------- | ----------------------------- | ----------------------------- | ----------------------------- | ----------------------------- | ----------------------------- | ----------------------------- | ----------------------------- | ----------------------------- | ----------------------------- | ----------------------------- | ----------------------------- | ----------------------------- |
|                               | Rêve géorgien          | 28   | 27   |                               |                               |                               |                               |                               |                               |                               |                               |                               |                               |                               |                               |                               |                               |                               |                               |                               |                               |                               |                               |                               |                               |                               |                               |                               |                               |                               |                               |                               |                               |                               |                               |                               |                               |                               |                               |                               |                               |                               |                               |                               |                               |                               |                               |
|                               | Mouvement national uni | 2    | 8    |                               |                               |                               |                               |                               |                               |                               |                               |                               |                               |                               |                               |                               |                               |                               |                               |                               |                               |                               |                               |                               |                               |                               |                               |                               |                               |                               |                               |                               |                               |                               |                               |                               |                               |                               |                               |                               |                               |                               |                               |                               |                               |                               |                               |
|                               | Pour la Géorgie        |      | 2    |                               |                               |                               |                               |                               |                               |                               |                               |                               |                               |                               |                               |                               |                               |                               |                               |                               |                               |                               |                               |                               |                               |                               |                               |                               |                               |                               |                               |                               |                               |                               |                               |                               |                               |                               |                               |                               |                               |                               |                               |                               |                               |                               |                               |
|                               | Géorgie européenne     | 3    | 1    |                               |                               |                               |                               |                               |                               |                               |                               |                               |                               |                               |                               |                               |                               |                               |                               |                               |                               |                               |                               |                               |                               |                               |                               |                               |                               |                               |                               |                               |                               |                               |                               |                               |                               |                               |                               |                               |                               |                               |                               |                               |                               |                               |                               |
|                               | Indépendant *          |      | 1    |                               |                               |                               |                               |                               |                               |                               |                               |                               |                               |                               |                               |                               |                               |                               |                               |                               |                               |                               |                               |                               |                               |                               |                               |                               |                               |                               |                               |                               |                               |                               |                               |                               |                               |                               |                               |                               |                               |                               |                               |                               |                               |                               |                               |
| Total                         | Total                  | 33   | 39   |                               |                               |                               |                               |                               |                               |                               |                               |                               |                               |                               |                               |                               |                               |                               |                               |                               |                               |                               |                               |                               |                               |                               |                               |                               |                               |                               |                               |                               |                               |                               |                               |                               |                               |                               |                               |                               |                               |                               |                               |                               |                               |                               |                               |
| * Séparation de Rêve géorgien |                        |      |      |                               |                               |                               |                               |                               |                               |                               |                               |                               |                               |                               |                               |                               |                               |                               |                               |                               |                               |                               |                               |                               |                               |                               |                               |                               |                               |                               |                               |                               |                               |                               |                               |                               |                               |                               |                               |                               |                               |                               |                               |                               |                               |                               |                               |

## Population
Au début de 2021, la population était estimée à 39 463 personnes, une légère augmentation par rapport au recensement de 2014. La population de la ville d'Akhaltsikhz a légèrement diminué au cours de la même période. Sa densité de population est de 39,6 habitants au kilomètre carré (103/m²).
La population d'Akhaltsikhe est composée de 68 % de Géorgiens. La plus importante minorité ethnique est constituée par les Arméniens, qui représentent 31 % de la population. Les autres minorités sont quelques dizaines de Russes, de Grecs, d'Ukrainiens, d'Ossètes et des Abkhazes. Sur le plan religieux, 68 % de la population sont des adeptes de l'Église orthodoxe géorgienne et 17,4 % sont des adeptes de l'Église apostolique arménienne. Un autre groupe important sont les catholiques (12,6 %). En outre, il y a un petit nombre d'adeptes des Témoins de Jéhovah et de l'islam.
En novembre 1944, les Turcs meskhètes, un groupe ethnique turcophone à prédominance musulmane vivant dans la région, ont été déportés vers les républiques soviétiques d'Asie centrale dans le cadre d'une opération de réinstallation stalinienne. À cette époque, les Meskhètes constituaient la moitié de la population du raïon d'Akhaltsikhe (28 428 sur 55 490 habitants en 1939). Les tentatives de les ramener en Géorgie indépendante ont échoué, en raison de la résistance locale,.